# Elitserien 1977/1978
Sezóna 1977/1978 byla 3. sezonou Švédské ligy ledního hokeje. Mistrem se stal tým Skellefteå AIK. Poslední tým sestoupil a předposlední hrál baráž o udržení proti nejlepším celkům druhé ligy.
| Vysvětlivky                              |
| ---------------------------------------- |
| Tým nepostupující do semifinále play off |
| Tým hrající Kvalserien (baráž)           |
| Sestupující tým                          |

## Základní část
| Poř. | Tým                | Z  | V  | R | P  | Skóre     | B  |
| ---- | ------------------ | -- | -- | - | -- | --------- | -- |
| 1    | Brynäs IF          | 36 | 24 | 3 | 9  | 168 – 126 | 51 |
| 2    | Skellefteå AIK     | 36 | 21 | 5 | 10 | 186 – 139 | 47 |
| 3    | AIK                | 36 | 20 | 5 | 11 | 160 – 116 | 45 |
| 4    | MoDo AIK           | 36 | 21 | 3 | 12 | 151 – 112 | 45 |
| 5    | Färjestads BK      | 36 | 21 | 2 | 13 | 173 – 146 | 44 |
| 6    | Västra Frölunda IF | 36 | 17 | 9 | 10 | 158 – 122 | 43 |
| 7    | Leksands IF        | 36 | 14 | 6 | 16 | 154 – 153 | 34 |
| 8    | Djurgårdens IF     | 36 | 9  | 7 | 20 | 138 – 139 | 25 |
| 9    | Timrå IK           | 36 | 5  | 4 | 27 | 102 – 180 | 14 |
| 10   | Södertälje SK      | 36 | 4  | 4 | 28 | 83 – 90   | 12 |

## Play off

### Semifinále
- Brynäs IF – Modo AIK 1:2 (3:2 P, 0:8, 2:3 P)
- Skellefteå AIK – AIK 2:0 (8:3, 4:2)

### Finále
- Skellefteå AIK – Modo AIK 2:1 (1:5, 5:2, 4:3)